# Johann Georg Gichtel
Johann Georg Gichtel (Regensburg, 14 maart 1638 – Amsterdam, 21 januari 1710) was een Duits theoloog.  Hij was een volgeling van Jacob Boehme, wiens werken hij in Amsterdam publiceerde.  Gichtel leefde een tijd in Zwolle en later in Amsterdam.

## Werken
- Theosophia Practica

- Bibliothèque nationale de France: cb130113314 (data)
- Biografisch Portaal: 58623309
- Gemeinsame Normdatei: 117732230
- International Standard Name Identifier: 0000 0000 5512 0991
- Library of Congress Control Number: n89632055
- Nationale Bibliotheek van Tsjechië: pna2009495529
- Nationale Bibliotheek van Israël: 987007279678305171
- Nederlandse Thesaurus van Auteursnamen: 124506380
- Istituto Centrale per il Catalogo Unico: UTOV552179
- LIBRIS: 264633
- Système universitaire de documentation: 086034774
- Virtual International Authority File: 527149106273068492274